# 卷苞石豆兰
卷苞石豆兰（学名：Bulbophyllum khasyanum），为兰科石豆兰属下的一个植物种。